# Emília Bolinches Ribera
Emília Bolinches Ribera (Carcaixent) és una periodista i escriptora valenciana, i Observadora Electoral Internacional.
Es va llicenciar a Madrid en Periodisme al 1972 i també en Filologia Moderna d'Anglés i Francés per la Universitat de València en 1978. En 2008 resalitza un curs de Capacitació per als Observadors Electorals i en 2009 cursa el Postgrau en Diplomatura en Assistència Electoral i Observació Electoral Internacional a l'ADEIT-Fundació Universitat-Empresa.
Té una llarga trajectòria com a periodista en diversos mitjans escrits, ràdio i televisió com Diario de Valencia, El Periódico de Catalunya, La verdad, El País i Levante-emv, Le Monde diplomatique en castellà, Valencia Fruits, Valencia Semanal, Interviu, Tiempo, Dinero, Viajar, Saó, Ràdio 9 TVE-Aitana i Canal 9. Entre 1978 i 1979 va dirigir el Gabinet de Premsa de la Conselleria d'Economia i Hisenda del Consell del País Valencià i posteriorment, entre 1982 i 1989, va pertànyer al Gabinet de Premsa de l'Ajuntament de València. Ha fet classes a la Fundació Isonomia - Universitat Jaume I de Relacions amb els Mitjans de Comunicació Social del Curs Associacionisme i Participació Ciutadana Igualitària.
És sòcia fundadora de la Unió de Periodistes Valencians, a més de ser membre de la Xarxa Internacional de Periodistes amb Visió de Gènere i a la Xarxa Estatal de Dones Periodistes. Va rebre en 1984 el premi Llibertat d'Expressió de la Unió de Periodistes. Ha participat com a Observadora Electoral Internacional als comicis presidencials i parlamentaris de Bolívia, Equador, Mèxic, Nicaragua, Paraguai, Veneçuela i República de Moldàvia. Com a activista ha estat implicada en iniciatives a favor de la defensa ciutadana i dels menors desafavorits.
Des de 2015 és vocal al Consell de Transparència, Accés a la Informació Pública i Bon Govern de la Generalitat Valenciana a proposta del PSPV. És autora del llibre Pilar Soler, rebelde con causas, referent per al feminisme valencià editat en 2013 per Publicacions de la Universitat de València.